# Потелу
Потелу (рум. Potelu) — село у повіті Олт в Румунії. Входить до складу комуни Янка.
Село розташоване на відстані 168 км на південний захід від Бухареста, 74 км на південь від Слатіни, 69 км на південний схід від Крайови.

## Населення
За даними перепису населення 2002 року у селі проживали 1453 особи.
Національний склад населення села:
| Національність | Кількість осіб | Відсоток |
| -------------- | -------------- | -------- |
| румуни         | 1415           | 97,4%    |
| цигани         | 36             | 2,5%     |

Рідною мовою назвали:
| Мова      | Кількість осіб | Відсоток |
| --------- | -------------- | -------- |
| румунська | 1427           | 98,2%    |
| циганська | 24             | 1,7%     |